# Cotoneaster chuanus
Cotoneaster chuanus är en rosväxtart som beskrevs av Jeanette Fryer, B.Hylmö. Cotoneaster chuanus ingår i släktet oxbär, och familjen rosväxter. Inga underarter finns listade i Catalogue of Life.